# (246877) 1995 DZ2
(246877) 1995 DZ2 là một tiểu hành tinh vành đai chính. Nó được phát hiện bởi Robert H. McNaught ở Đài thiên văn Siding Spring ở Coonabarabran, New South Wales, Australia, ngày 24 tháng 2 năm 1995.